# Huber Lipót
Huber Lipót (Zombor, 23 ottobre 1861 – Kalocsa, 7 marzo 1946) è stato un presbitero, teologo ed ebraista ungherese.

## Famiglia e studi
Huber Lipót nacque a Zombor il 23 ottobre 1861 dall'industriale Antal Huber e da Magdolna Blazsevátz. Nel 1880 si diplomò al liceo di Zombor e tra il 1880 e il 1885 studiò teologia prima a Kalocsa e in seguito al Collegium Pazmanianum di Vienna. Fu consacrato sacerdote il 18 luglio 1885 a Vienna.

## Carriera ecclesiastica
Dall'agosto 1885 al 1887 fu cappellano a Prigrevica, Srpski Miletić e Sonta. Dal 14 settembre 1887 fu cancelliere e archivista arcivescovile a Kalocsa. Dal 14 aprile 1888 al 30 giugno 1917 fu docente di Antico e Nuovo Testamento e supervisore degli studi presso il Grande Seminario di Kalocsa. Dal 1890 al 1896 insegnò tedesco presso la scuola magistrale di Kalocsa e dal 1907 al 1912 fu direttore dell'istituto.
Nel 1898 divenne membro della Società filologica di Budapest e nel 1901 entrò a far parte del dipartimento scientifico e letterario della Società Szent István (la futura Accademia Szent István). Dal 1903 fu esaminatore sinodale e membro della commissione esaminatrice degli insegnanti di religione dei licei dell'arcidiocesi. Dal 1917 al 1924 fu parroco a Kalocsa.
Nel 1927 divenne direttore del seminario maggiore, prodirettore dell'istituto di formazione sacerdotale e supervisore dell'istituto per sacerdoti anziani e malati e nel 1928 fu nominato prelato d'onore di Sua Santità. Dal 1931 fu presidente della Commissione artistica ecclesiastica, censore dell'arcidiocesi e vicepresidente della cassa di risparmio dell'arcidiocesi. Dal 1941 fu provicario e prorettore del Seminario maggiore.

## Opera
Lipót svolse studi pionieristici sul giudaismo tardo antico e medievale e sulla letteratura rabbinica. Le sue opere principali sono: A Talmud; Jahve, Adonaj, Jézus (Il Talmud; Yahweh, Adonai, Gesù); Legrégibb profán tanúbizonyságaink Krisztusról (Le più antiche testimonianze profane su Cristo); Zsidóság és kereszténység (Ebraismo e cristianesimo). Si occupò principalmente di storia del giudaismo e del rabbinismo post-biblico.

### Opere
- Synchronistikus táblázatok az ó- és új-szövetségi kinyilatkoztatás történetéhez I–II., Budapest, 1892.
- A Talmud, különös tekintettel az Új-Szövetségre, Budapest, 1897. (Online: ; ; ; )
- Az Úr Jézus szülőföldjén. Zarándokutam Palesztinába 1898-ban, Budapest, 1900.
- Jézus Krisztus születésének esztendeje és a keresztény időszámítás, Kalocsa, 1903.
- A napkeleti bölcsek, Budapest, 1908.
- Jahvé-Adonáj Jézus, Kalocsa, 1930.
- Zsidóság és kereszténység a multban és a jelenben I–II., Kalocsa, 1933–1936. (Seconda edizione: Artamondo, 1999, ISBN 963-85901-3-0)
- Biblikus olvasmányok. Újszövetségi irodalomtörténet, kortörténet, Palestina földrajza, Kalocsa, 1943.

| Controllo di autorità | VIAF (EN) 107988049 · ISNI (EN) 0000 0000 7747 9532 · BAV 495/344493 · LCCN (EN) nb2010006275 |